# 三代祥貴
三代 祥貴（みしろ よしき、2004年3月29日 - ）は、大分県豊後大野市出身の元プロ野球選手（内野手）。右投右打。NPBでは育成選手であった。

## 経歴

### プロ入り前
豊後大野市立緒方小学校1年生から「緒方野球スポーツ少年団」で軟式野球を始め、豊後大野市立緒方中学校では同校の軟式野球部に在籍する。
高校は大分商業高校に進学、1年生の秋からベンチ入りを果たす。出場校に選抜されていた2年生の春に開催される予定であった第92回選抜高等学校野球大会が、新型コロナウイルス感染症（COVID-19）拡大の影響で中止となり、甲子園出場はならなかったが、その救済措置として開催された2020年甲子園高校野球交流試合で5番・左翼手として出場する。3年生の夏の第103回全国高等学校野球選手権大分大会において4番・三塁手として出場し、準決勝では2安打の活躍をするが、藤蔭高校に2-3で敗れる。
2021年10月11日に行われたプロ野球ドラフト会議にて、福岡ソフトバンクホークスから育成選手ドラフト12巡目指名され、同月28日、支度金300万円、年俸360万円（金額は推定）で契約合意に達し、12月11日、PayPayドームで開催された「ファンフェスティバル2021」の中で入団発表会見が行われた。背番号は153。

### プロ入り後
2022年、二軍公式戦の出場は無く、三軍戦では98試合に出場し、打率.265、1盗塁、42打点を記録する。
2023年、二軍公式戦で初出場を含む3試合に出場。三軍・四軍戦では、51試合に出場し、打率.224、5本塁打、2盗塁、17打点の成績を残す。
2024年は二軍公式戦に出場することができず、10月7日に戦力外通告を受け、これを機に現役引退の意向を示した。

### 現役引退後
引退後はソフトバンクに残り、アカデミーコーチを務める。

## 選手としての特徴
高校通算26本塁打。50メートル走6秒1、遠投では105メートルを記録する三拍子揃った選手、

## 詳細情報

### 年度別打撃成績
- 一軍公式戦出場なし

### 背番号
- 153（2022年[6] - 2024年）

### 登場曲
- 「Flying B」AK-69（2022年）
- 「飛行艇」King Gnu（2022年）
- 「ALONE」Marshmello（2023年）
- 「阿修羅ちゃん」Ado（2023年）